# Matrifibrocyt
Matrifibrocyten zijn gespecialiseerde cellen die mogelijk een rol spelen bij het onderhoud van littekens in het hart.
Tijdens de proliferatieve fase van hartinfarctgenezing prolifereren residente hartfibroblasten en ondergaan myofibroblastconversie, waarbij α-gladde spieractine (ACTA2) wordt opgenomen in cytoskeletale stressvezels.
Bij verwonding differentiëren de residente fibroblasten, geïdentificeerd door de Tcf21, in reactie op fibroblastgroeifactoren die gewoonlijk in de matrix worden opgeslagen. Deze geactiveerde fibroblasten zijn fenotypisch verschillend, vertonen verhoogde adhesiemoleculen en overexpressie van verschillende extracellulaire eiwitten, zoals collageen en periostine (POSN), en matrixmetalloproteasen. Deze cellen kunnen verder differentiëren tot myofibroblasten bij continue stressstimuli, zoals transforming growth factor β (TGF-β), angiotensine II (Ang II), cytokinen en verhoogde substraatstijfheid (mechanische stimulus). Myofibroblasten vertonen een gezwollen endoplasmatisch reticulum om de secretie van extracellulaire matrixproteïnen te bevorderen voor het vormen van  het myocardlitteken. Verandering gedurende langere tijd leidt tot vezeluitlijning en littekenrijping, op dit punt worden matrifibrocyten waargenomen, geïdentificeerd door proteïne Comp, om het volwassen litteken te stabiliseren en te behouden.
Matrifibrocyten brengen bot- en kraakbeengerelateerde extracellulaire matrix-genen zoals Chad, Cilp2 en Comp tot expressie, die veelvoorkomende genkenmerken zijn van chondrocyten en osteoblasten, waardoor hartfibroblasten meer gespecialiseerd zijn om volwassen littekens te ondersteunen. Belangrijk is dat deletie van deze cellen in het litteken de hartfunctie aantastte, wat suggereert dat matrifibrocyten een onmisbare rol spelen in de homeostase van littekens in het hart.

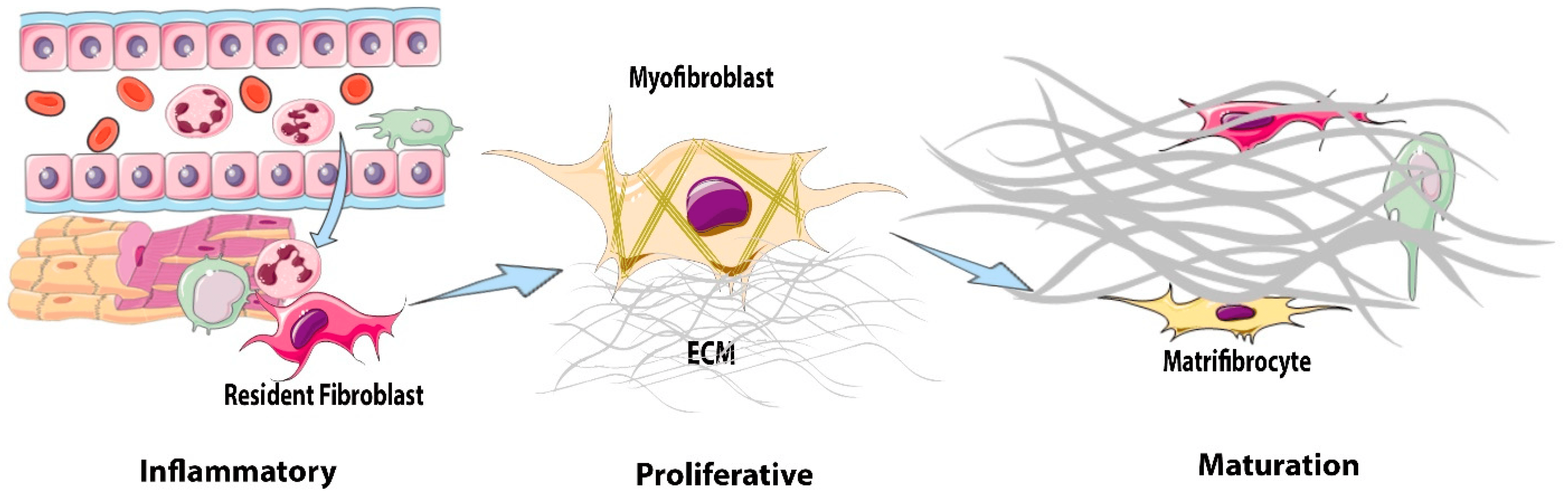
Fenotypische overgangen van cardiale fibroblasten bij een hartinfarct
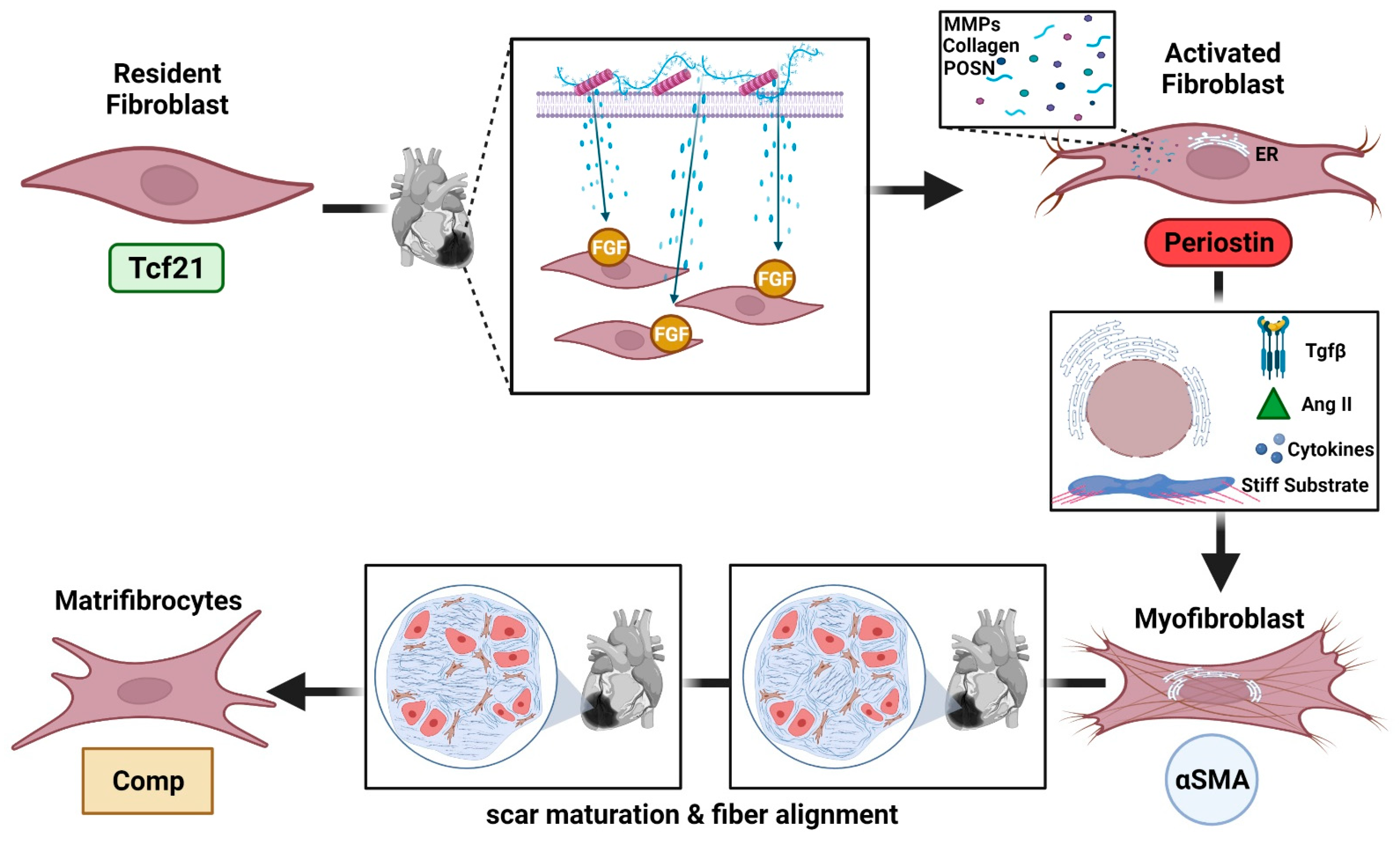
Vorming van matrifibrocyten